# 1869 na arte

## Nascimentos
| Data           | Nome                    | Profissão                                  | Nacionalidade                              | Observações | Ref |
| -------------- | ----------------------- | ------------------------------------------ | ------------------------------------------ | ----------- | --- |
| 7 de março     | Paul Chabas             | pintor e ilustrador                        | França                                     | m. 1937     |     |
| 14 de setembro | Artur Jaime Viçoso May  | pedagogo e pintor                          | Reino Unido de Portugal, Brasil e Algarves | m. 1936     |     |
| 31 de dezembro | Henri Matisse           | desenhista, gravurista e escultor e pintor | França                                     | m. 1954     |     |
| ??             | Clémentine-Hélène Dufau | pintora                                    | França                                     | m. 1937     |     |
| ??             | Júlio Ramos             | pintor, professor e escritor               | Reino Unido de Portugal, Brasil e Algarves | m. 1945     |     |

## Mortes
| Data | Nome | Profissão | Nacionalidade | Observações | Ref |
| ---- | ---- | --------- | ------------- | ----------- | --- |